# アスターホビー
株式会社アスターホビーは日本の模型メーカー。

## 概要
機械式キャッシュレジスターを生産していたアスター精機から独立して設立された模型メーカーである。神奈川県横浜市都筑区に本社を置き、蒸気機関模型であるライブスチームを生産している。

## 沿革
アスター精機では元々機械式レジスターを生産していたが、電子化の波が押し寄せる中、仕事が減りつつあった機械担当技術者達が新事業を模索する過程で、一番ゲージのライブスチーム製品への進出を検討していたフルグレックス社の要請に応じて、当時『模型とラジオ』に連載されていたイギリスの蒸気機関車「スクールズ級」の1番ゲージライブスチームの製品化に着手し、執筆者の協力を得て製品化した。1975年発売し成功を収め、当時、衰退しつつあったライブスチーム業界に新風を巻き起こした。同年、アスター精機から分社した。
現在ではライブスチーム業界ではリーディングカンパニーとなっており、世界的に知名度は高い。

## 製品
製品は、1番ゲージの蒸気機関車が中心であるが、かつては船舶模型用蒸気機関を製造していた事もあった。ドイツのレーマンに技術力が評価され、LGB-ASTERのブランド名でLGB向けに高品質の製品を供給している。近年、電動1番ゲージのEF58形電気機関車やキマロキ編成のマックレー車を発売する等、新たな需要の拡大を見込んで新製品の開発にも力を入れている。
取り扱い上の注意
長期間使用しないボイラーの安全弁はボイラー水に含まれるミネラルにより固着している場合があり、既定の圧力で作動しない場合があり危険である。使用前に分解して整備する必要がある。ボイラー水にはなるべく蒸留水を使用する事が望ましい。水道水を使用すると含まれるミネラルにより安全弁が固着する場合がある。古い製品には圧力計がついていないものもあり注意を要する。
1975年 - 1980年迄に生産されていた製品にはバーナーの芯やボイラーの断熱材にアスベストが使用されていた。オークションや中古流通で入手したユーザーへ周知徹底させるため、メーカーではウェブサイト上に対処方法を掲載している。